# Lgota Wielka (gmina)
Lgota Wielka (daw. gmina Brudzice) – gmina wiejska w województwie łódzkim, w powiecie radomszczańskim. W latach 1975–1998 gmina położona była w województwie piotrkowskim.
Siedzibą gminy jest miejscowość Lgota Wielka.
Według danych z 30 czerwca 2010 gminę zamieszkiwały 4404 osoby.

## Walory gminy
Gmina Lgota Wielka położona jest w zachodniej części powiatu radomszczańskiego. Ludność gminy przede wszystkim zajmuje się rolnictwem i to stanowi główne źródło utrzymania jej mieszkańców. Oprócz rolnictwa mieszkańcy mają zatrudnienie w Kopalni Węgla Brunatnego Bełchatów, Elektrowni Bełchatów, a także w prywatnych firmach w regionie radomszczańskim, bełchatowskim, piotrkowskim. Gmina wyposażona jest w sieć wodociągową oraz posiada własną oczyszczalnię ścieków.

## Struktura powierzchni
Według danych z roku 2002 gmina Lgota Wielka ma obszar 63,08 km², w tym:
- użytki rolne: 89%
- użytki leśne: 6%

Gmina stanowi 4,37% powierzchni powiatu.

## Demografia

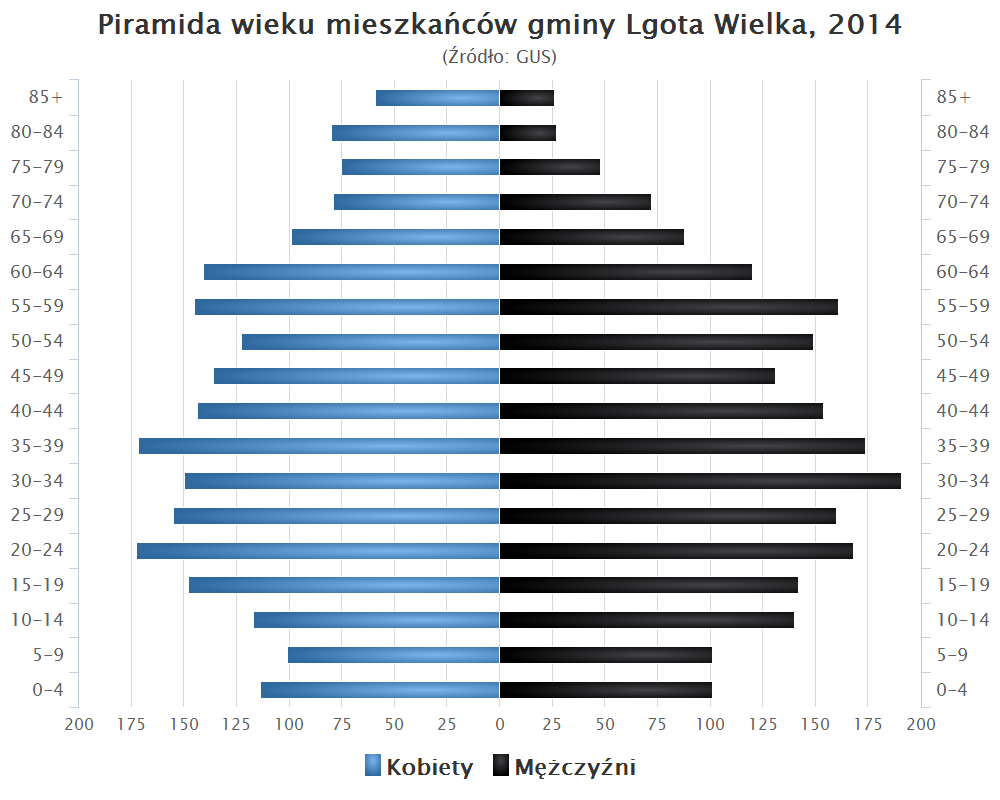
Piramida wieku mieszkańców gminy Lgota Wielka w 2014 roku

Dane z 30 czerwca 2010:
| Opis                              | Ogółem | Ogółem | Kobiety | Kobiety | Mężczyźni | Mężczyźni |
| --------------------------------- | ------ | ------ | ------- | ------- | --------- | --------- |
| jednostka                         | osób   | %      | osób    | %       | osób      | %         |
| populacja                         | 4404   | 100    | 2247    | 51,1    | 2157      | 48,9      |
| gęstość zaludnienia (mieszk./km²) | 70     | 70     |         |         |           |           |

## Władze gminy
- Wójt – Kamil Barda
- Sekretarz gminy
- Skarbnik gminy
- Rada gminy
- Komisje rady

## Opieka zdrowotna
- W gminie znajduje się:
- Gminny Ośrodek Zdrowia
- Najbliższy szpital znajduje się w Radomsku i Bełchatowie.

## Ważniejsze instytucje publiczne
- Urząd Gminy Lgota Wielka ul. Radomszczańska 60
- Urząd Stanu Cywilnego ul. Radomszczańska 60
- Gminny Ośrodek Zdrowia ul. Rolnicza 1
- Apteka Przyjazna ul. Radomszczańska 81
- Ochotnicza Straż Pożarna ul. Radomszczańska 81
- Posterunek Policji ul. Radomszczańska 60
- Gminny Ośrodek Pomocy Społecznej GOPS
- Bank Spółdzielczy ul. Radomszczańska 109
- Poczta Polska ul. Radomszczańska 60

## Szkolnictwo
Na terenie gminy działa kilka szkół:
- Publiczna Szkoła Podstawowa im. Marii Konopnickiej w Lgocie Wielkiej
- Publiczna Szkoła Podstawowa w Woli Blakowej
- Publiczna Szkoła Podstawowa w Brudzicach
- Punkt Przedszkolny przy Publicznej Szkole Podstawowej im. Marii Konopnickiej w Lgocie Wielkiej

## Komunikacja
Gmina posiada połączenia autobusowe PKS i MPK Radomsko.

## Sołectwa
Brudzice, Długie, Kolonia Lgota, Krępa, Krzywanice, Lgota Wielka, Wiewiórów, Wola Blakowa, Woźniki.
Miejscowość bez statusu sołectwa: Kolonia Krępa.

## Zabytki
Zabytki wpisane do rejestru wojewódzkiego:
Krępa - kościół par. p.w. św. Urszuli, drewn., 2 poł. XVIII, nr rej.: 732 z 27.12.1967 
Lgota Wielka - kościół par. p.w. św. Klemensa, drewn., 2 poł. XVIII, nr rej.: 737 z 27.12.196.
Ponadto w gminnej ewidencji zabytków ujętych zostało 37 obiektów zabytkowych.

## Sąsiednie gminy
- Dobryszyce
- Kleszczów
- Ładzice
- Strzelce Wielkie
- Sulmierzyce